# Amt Brück
Urząd Brück (niem. Amt Brück) – urząd w Niemczech, leżący w kraju związkowym Brandenburgia, w powiecie Potsdam-Mittelmark. Siedziba urzędu znajduje się w mieście Brück.
W skład urzędu wchodzi sześć gmin:
1. Borkheide
2. Borkwalde
3. Brück
4. Golzow
5. Linthe
6. Planebruch